# Bound for Glory (2005)
Bound for Glory (2005) foi um evento pay-per-view (PPV) de luta livre profissional produzido pela promoção Total Nonstop Action Wrestling (TNA) que ocorreu em 23 de outubro de 2005 no TNA Impact! Zone em Orlando, Flórida. Foi o primeiro evento sob o nome Bound for Glory e décimo evento PPV no calendário de 2005 da TNA. O show foi promovido como o primeiro evento PPV da TNA e seu equivalente ao WrestleMania da rival World Wrestling Entertainment (WWE). Dez lutas de wrestling profissional e uma luta pré-show foram apresentadas no card, três das quais envolveram campeonatos.
O evento principal foi pelo Campeonato Mundial de Pesos Pesados da NWA, no qual o campeão Jeff Jarrett enfrentou o desafiante Rhino com Tito Ortiz como árbitro convidado especial. A luta foi originalmente Jarrett contra Kevin Nash com Ortiz como árbitro, no entanto Nash não foi liberado para lutar devido a uma emergência médica. Uma luta Ten-Man Gauntlet foi realizada para determinar o substituto de Nash, que Rhino venceu. Rhino então derrotou Jarrett para ganhar o Campeonato Mundial de Pesos Pesados da NWA no show. O Campeonato X Division da TNA foi defendido em uma luta Iron Man de 30 minutos com campeão A.J. Styles contra o desafiante Christopher Daniels no evento. Styles derrotou Daniels uma queda a zero quedas para manter o campeonato. O Monster's Ball II foi realizado no Bound for Glory, no qual Rhino derrotou Abyss, Jeff Hardy e Sabu. O NWA World Tag Team Championship foi defendido com sucesso por America's Most Wanted (Chris Harris e James Storm) contra The Naturals (Andy Douglas e Chase Stevens) no show. Chris Sabin, Matt Bentley e Petey Williams competiram em uma luta Three Way Ultimate X para determinar o desafiante número um ao TNA X Division Championship também no card. Williams venceu o encontro para ganhar uma futura luta pelo título.
Bound for Glory é lembrado por Nash ser removido do evento principal e pela vitória improvisada de Rhino no campeonato. Rhino tornando-se campeão foi classificado pela TNA como o 21º maior momento da história da empresa. O evento foi dedicado a Reggie Lisowski, que morreu na noite anterior. Bob Kapur da seção de wrestling profissional do Canadian Online Explorer classificou o show em 9 de 10, superior à edição de 2006. Ele também recebeu uma classificação mais alta pelo Canadian Online Explorer do que o evento WrestleMania 21 PPV da WWE realizado em 3 de abril de 2005, que recebeu 5 de 10 por Dale Plummer e Nick Tylwalk.
Em maio de 2019, com o lançamento do iMPACT Plus, o evento ficou disponível para transmissão sob demanda